# Kamienica Krauzowska w Krakowie
Kamienica Krauzowska (znana także jako Kamienica Alantsego, Kamienica Bąkowskiego, Kamienica Łukaszewiczowska, Kamienica Winklerowska) – zabytkowa kamienica znajdująca się w Krakowie, w dzielnicy I przy ulicy św. Jana 12, na Starym Mieście.

## Historia
Kamienica została wzniesiona w II połowie XIV wieku, najpewniej po 1367, na działce półkuryjnej wydzielonej najpóźniej na początku XIV wieku. Pierwotnie była jednopiętrowa z murowaną z kamienia częścią południową oraz ścianami drewnianymi lub konstrukcją ryglową w pozostałej części. W czwartej ćwierci XIV wieku lub na początku XV wieku zastąpiono je murowanymi ceglanymi ścianami od poziomu parteru. W tym samym czasie rozbudowano piwnice, tworząc dwie komory: północną ze sklepieniem kolebkowym w trakcie frontowym i wielką krytą stropem w trakcie tylnym. W połowie XV wieku podzielono trakt tylny piwnic na dwie komory. W II połowie XVI wieku wzniesiono oficynę boczną. W XVI wieku kamienica należała do rodzin kupieckich: Zatorskich (1532–1576) i Zalaszowskich (1575–1595). Od końca XVI wieku była własnością rodziny Alantsów. W 1611 na zlecenie Zygmunta Alantse została przebudowana na renesansową rezydencję patrycjuszowską, m.in. nadbudowano drugie piętro, wzniesiono reprezentacyjną klatkę schodową, przebudowano wnętrza, wzniesiono oficynę tylną oraz murowane krużganki w podworcu. W 1645 kamienica została zakupiona przez ławnika i rajcę Krzysztofa Krauze. W 1647 została odnowiona. W latach 1682–1696 należała do Kaspra Winklera, w latach 1699–1710 do Ochockich, a w latach 1711–1726 do Zalewskich. W tym czasie kamienica znacznie podupadła, w 1727 została całkowicie opuszczona. Po 1750 zlikwidowano krużganki. W II połowie XVIII wieku należała do: Łukaszewiczów, Rysiewiczów i Maszewskich. W latach 60. XVIII wieku wzniesiono nowy mur graniczny z drewnianymi gankami. Około 1776 wzmocniono fasadę ciosową szkarpą. U schyłku XVIII wieku nakryto budynek nowym dachem. Od 1809 kamienica należała do polityka Dawida Oebschelwitza. W 1819 przebudowano fasadę, nadając jej klasycystyczny wystrój. W latach 1832–1844 była własnością Czajkowskich, a następnie do 1858 Łukiewiczów. W 1848 przeprowadzono remont oficyny tylnej, m.in. zlikwidowano attykę i odnowiono wnętrza. W latach 1858–1872 kamienica należała do Rylskich. W 1872 została zakupiona przez Teofila i Lucynę Rutkowskich, na których zlecenie została przebudowana według projektu Maksymiliana Nitscha. W latach 1877–1898 była własnością kupców Fridmannów. W 1893 przekształcono okno w parterze fasady na drzwi z witryną. Od 1906 należała do Kazimiery Chronowskiej. W 1907 przeprowadzono gruntowny remont według projektu Wacława Krzyżanowskiego, m.in. przebudowano klatkę schodową oraz wydobyto niektóre zabytkowe elementy i detale kamieniarskie. 1 lipca 1912 budynek został zakupiony przez Klemensa Bąkowskiego. W latach 1931–1933 został zmodernizowany, m.in. wstawiono nową witrynę zaprojektowaną przez Mieczysława Sarneckiego. Od 1938 kamienica należy, na mocy testamentu Klemensa Bąkowskiego, do Towarzystwa Miłośników Historii i Zabytków Krakowa. W latach 1938–1939 wyremontowano wnętrza według projektu Jana Ekielskiego. W latach 1947–1951 przeprowadzono remont i adaptację wnętrz na potrzeby oddziału Muzeum Historycznego Miasta Krakowa, otwartego w 1952. W tym czasie odsłonięto stropy i fasetę w sieni drugiego piętra, które zostały odrestaurowane przez Mariana Słoneckiego. Od 1990 budynek mieści biura i sale konferencyjne Towarzystwa Miłośników Historii i Zabytków Krakowa. W latach 1994–1995 przeprowadzono konserwację kamieniarki. W 1996 przekształcono okno w osi południowej na drzwi. W 2003 zakończono, prowadzone od 1994, prace konserwacyjne w piwnicach, połączone z adaptacją części pomieszczeń na cele handlowe. W 2007 przeprowadzono remont konserwatorski fasady.
8 grudnia 1987 kamienica została wpisana do rejestru zabytków. Znajduje się także w gminnej ewidencji zabytków.

## Architektura
Kamienica jest dwupiętrowa, dwutraktowa, o jednakowej szerokości pomieszczeń. Ma podpiwniczenie. Nakryta jest dwuspadowym dachem kalenicowym o pokryciu z blachy.
Fasada budynku jest dwupiętrowa, tynkowana, w partii parteru trójosiowa, a w partii pięter czteroosiowa. Przy północnej krawędzi wsparta jest wąską, ukośną szkarpą z kamiennych ciosów, sięgającą pierwszego piętra. Parter pokryty jest pseudoboniowaniem z tynku. W jego środkowej osi znajduje się kamienny, barokowy, rustykowany portal z odbojnikami i gzymsami impostowymi, zamknięty półkolistą archiwoltą z kluczem zwieńczonym kulą ze stożkową sterczyną. Wewnątrz portalu umieszczono drewnianą, dwuskrzydłową, deskowo-spągową bramę, opierzoną deskami w układzie jodełkowo-rombowym, nabijaną rozetkowymi ćwiekami, ze ślemieniem zdobionym fryzem kostkowym i listwą przymykową w kształcie pilastra. W nadświetlu znajduje się krata z kutych, spłaszczonych prętów w układzie wachlarzowym, ze stylizowanymi liliami przy archiwolcie i kwiatami wokół półkolistej blachy z datą: "1647". W osi południowej parteru mieści się prostokątna witryna w profilowanym obramieniu z prostokątną płyciną powyżej otworu i gzymsem, połączona z wtórnie wybitymi drzwiami. W osi północnej parteru znajduje się duże, prostokątne okno w kamiennym, profilowanym, uszatym obramieniu z gzymsem wieńczącym. Okna pięter są zgrupowane parami, prostokątne, w szerokich, profilowanych obramieniach z gzymsami parapetowymi oraz wieńczącymi. Okna pierwszego piętra ozdobione są dodatkowo prostokątnymi podokiennikami. Na drugim piętrze, pod gzymsami okien znajdują się majuskułowe inskrypcje łacińskie: "INTER PROSPERA ET ADVERSA", "MEDIO TUTISSIMUS IBISVIRTUTIS COMES INVIDIA", "QVAE ET BONOS SEQVITUR". Fasadę wieńczy ściana kolankowa, oddzielona wąskim gzymsem. Znajdują się w niej okienka strychowe: kwadratowe w osiach skrajnych i koliste w osi środkowej. U zwieńczenia ściany kolankowej znajduje się profilowany gzyms koronujący. Elewacja tylna jest dwupiętrowa, dwuosiowa, tynkowana. W osi północnej przysłonięta jest gankiem, z wydatnym okapem na drewnianych wsporniach.
Piwnice kamienicy wymurowane są z kamienia i cegły. Nakryte są sklepieniami kolebkowymi z lunetami. Pomiędzy komorami w części północnej zachował się półkoliście zamknięty, fazowany portal z XV wieku, prawdopodobnie wtórnie wstawiony na przełomie XV i XVI wieku. W traktach frontowym i tylnym pomiędzy komorami zachowały się prostokątne, profilowane portale z XVII wieku. Na parterze w osi południowej znajduje się pomieszczenie nakryte sklepieniem kolebkowym, a za nim izba tylna z niszami w ścianie południowej zamkniętymi dwoma arkadami na kamiennych wspornikach, nakryta drewnianym stropem o profilowanych belkach, z XVII-wieczną polichromią o motywach roślinnych. W osi północnej parteru znajduje się sień nakryta sklepieniem kolebkowym z lunetami. W jej północnej ścianie umieszczono tablicę pamiątkową z płaskorzeźbą przedstawiającą Klemensa Bąkowskiego, wykonana przez Karola Hukana w 1950. W północno-zachodniej części sieni znajdują się trzybiegowe, murowane schody na wyższe kondygnacje. Klatka schodowa doświetlona jest świetlikiem z fasetą. Na poziomie pierwszego piętra oraz pomiędzy pierwszym i drugim piętrem schody nakryte są sklepieniami kolebkowymi i krzyżowymi, na pierwszym piętrze wsparte na kamiennym filarze toskańskim z płycinami. Balustrada schodów, z dwulalkowymi tralkami, wykonana jest z piaskowca. Przy pierwszym biegu schodów znajduje się prostopadłościenny słupek na cokole, zwieńczony profilowaną płytą z secesyjnym fryzem, będący pierwotnie podstawą lampy gazowej. Na poziomie pierwszego spocznika, w ścianie zachodniej, wmurowana jest kamieniarka gotyckiego, prostokątnego obramienia okien, a na wysokości pierwszego piętra, w ścianie północnej, kompozycja z manierystycznych detali kamieniarskich z przełomu XVI i XVII wieku. W przejściu pomiędzy sienią parteru i sklepem zachował się późnogotycki, prostokątny portal zamknięty łukiem czterolistnym ściętym. Pomieszczenia pierwszego piętra nakryte są drewnianymi stropami z profilowanymi belkami. W pomieszczeniu północnym traktu frontowego strop ozdobiony jest dodatkowo polichromią o motywach architektoniczno-ornamentalnych, m.in. astragali i kimationów oraz roślinno-kwiatowych z głowami aniołów. W przejściach znajdują się drzwi dwuskrzydłowe ozdobione płycinami. W izbach pierwszego piętra zachowały się XIX-wieczne piece kaflowe z reliefowymi obramieniami i dekoracją malarską, m.in. w sali traktu tylnego biało-niebieski, z profilowanymi obramieniami płycin zdobionych motywami zwierząt i waz z owocami, w sali południowej traktu frontowego błękitny, z kaflami zdobionymi granatowymi obramieniami, a w sali północnej traktu frontowego bladobłękitny, z kaflami zdobionymi wypukłymi kompozycjami z niebieskich esownic. Sień drugiego piętra nakryta jest sufitem z profilowaną fasetą, oddzielona od klatki schodowej belką wspartą na konsoli. Przy wejściu do pomieszczenia traktu północnego znajduje się przedsionek z półkolistą arkadą drzwiową, nakryty sklepieniem krzyżowym. Pomieszczenie południowe traktu frontowego i pomieszczenie północne traktu tylnego nakryte są drewnianymi stropami z profilowanymi belkami. Stolarka drzwiowa drugiego piętra jest jedno- i dwuskrzydłowa, z płycinami.
Kamienica ma dwupiętrową, jednotraktową oficynę boczną, nakrytą dachem pulpitowym o pokryciu z blachy. Elewacja od podworca jest dwupiętrowa, dwuosiowa, w poziomie poddasza trójosiowa, o asymetrycznym układzie. W partii pięter przylegają do niej drewniane ganki komunikacyjne z ozdobną balustradą z prętów, wsparte na żeliwnych konsolach. W narożniku budynku frontowego i oficyny znajdują się drewniane, przeszklone werandy. Okna pięter elewacji są prostokątne, w strefie poddasza kwadratowe. Pomieszczenia wszystkich kondygnacji oficyny skomunikowane są z poziomami budynku frontowego. Piwnice składają się z dwóch komór nakrytych sklepieniami kolebkowymi z lunetami. Pomieszczenia parteru sklepione są kolebkowo. Pomieszczenie zachodnie pierwszego piętra oraz pomieszczenia drugiego piętra nakryte są drewnianymi stropami z profilowanymi belkami.